# Ferrari 340 America
Ferrari 340 MM – samochód włoskiej produkcji z początku lat 50. XX wieku. Pierwsze auto ze stajni Ferrari z wielkoblokowym silnikiem V12 Lampredi. Poprzedni silnik V12 Colombo był stosowany w mniejszych modelach m.in. w Ferrari 195 i 212. Zastosowanie dużego silnika zmusiło inżynierów  do zbudowania większej płyty podłogowej. Większe Ferrari musiało posiadać odpowiednią moc, która zapewniłaby autu oczekiwaną przez klientów szybkość. Silnik o pojemności 4,1 L osiągał moc 220 KM, co pozwalało na osiągnięcie prędkości od 135 do 150 mph w wersjach wyścigowych. Samochody z homologacją  do ruchu ulicznego rozwijały prędkość nie mniejszą niż 217 km/h (135 mph), co nieoficjalnie czyniło z auta najszybszy cywilny samochód świata w latach 1950-1952. Rekord został odebrany w roku 1953 przez Ferrari 375 America. Większość z 25 wyprodukowanych samochodów to wersje wyścigowe.

## Dane techniczne
Ogólne
- Lata produkcji: 1950-1952
- Model: Vignale Coupe (wersja drogowa)
- Liczba wyprodukowanych egzemplarzy: 25
- Masa własna: 1021 kg
- Ogumienie: przód 5.50 R 16   tył 6.00 R 16

Osiągi
- Prędkość maksymalna: 217 km/h
- Moc maksymalna: 220 KM
- 0-100 km/h: 6,7s

Napęd
- Typ silnika: V12
- Pojemność: 4101 cm³
- Napęd: tylna oś

## Wartość obecna
Cena rynkowa za model w I stanie zachowania  (stan idealny, 100% oryginalnych części) wahają się od 450 000 € do ponad miliona za najsławniejsze wersje wyścigowe (ceny w roku 2006). 